# Marc Baier
Marc Baier es un deportista alemán que compitió en vela en la clase Tornado.
Ganó una medalla de bronce en el Campeonato Mundial de Tornado de 2017 y tres medallas en el Campeonato Europeo de Tornado entre los años 2014 y 2018.

## Palmarés internacional
| \| Campeonato Mundial \| Campeonato Mundial \| Campeonato Mundial \| Campeonato Mundial \| \| Año \| Lugar \| Medalla \| Clase \| \| ------------------ \| --------------------- \| ------------------ \| ------------------ \| \| 2017 \| Salónica (Grecia) \| Medalla de bronce \| Tornado \| \| Campeonato Europeo \| \| \| \| \| Año \| Lugar \| Medalla \| Clase \| \| 2014 \| Travemünde (Alemania) \| Medalla de bronce \| Tornado \| \| 2016 \| Cesenatico (Italia) \| Medalla de plata \| Tornado \| \| 2018 \| Arco (Italia) \| Medalla de bronce \| Tornado \| |                       |                   |         |
| Campeonato Mundial |                       |                   |         |
| Año | Lugar                 | Medalla           | Clase   |
| 2017 | Salónica (Grecia)     | Medalla de bronce | Tornado |
| Campeonato Europeo |                       |                   |         |
| Año | Lugar                 | Medalla           | Clase   |
| 2014 | Travemünde (Alemania) | Medalla de bronce | Tornado |
| 2016 | Cesenatico (Italia)   | Medalla de plata  | Tornado |
| 2018 | Arco (Italia)         | Medalla de bronce | Tornado |